# Stade Albert-Domec
Le stade Albert-Domec est un stade de rugby à XIII et à XV de la ville de Carcassonne. C'est l'enceinte du Association Sportive Carcassonne XIII (ASC) et de l'Union sportive Carcassonne XV (USC), il est également utilisé par le club de football, le FA Carcassonne Villalbe, pour les grands matchs. Sa capacité est de 10 200 places. Construit en 1899, il est une des stades les plus anciens de France, il est rénové en 2002.
Il porte le nom d'un ancien international de rugby, Albert Domec mort le 20 septembre 1948. Ce stade est également équipé pour l'athlétisme avec notamment une piste de 400 mètres de huit couloirs.

## Histoire
Le stade de la Pépinière est créée en 1899 par l'amicale des sports de Carcassonne puis racheté par la mairie de Carcassonne en juillet 1933 qui l'aménage en terrain permettant la pratique du rugby, de l'athlétisme et du football. Le stade prend le nom d'Albert Domec en 1948 et fête son centenaire en 1999. 
En 2002, des travaux d'aménagements sont faits par la mairie et la piste en ciment permettant l'accueil du Tour de France cycliste et de compétitions automobiles est détruite.
La montée de l'Union sportive carcassonnaise XV en Pro D2 en 2010 rend nécessaire la mise aux normes du stade. La mairie choisit les architectes Michel Petit et Alain Cathala pour réaliser les travaux d'un coût de 2,5 millions d'euros. Une nouvelle tribune de 1 800 places va être édifiée permettant au stade d'avoir une capacité de 5000 places assises en septembre 2012. Cette tribune accueillera en rez-de-chaussée les vestiaires, l'infirmerie et les salles vidéo et antidopage. La tribune comprend également neuf loges et une salle de réception.

## Évènements
Le stade a accueilli 17 finales de la coupe de France de rugby à XIII, la dernière fois en 2011. En 1949 il a accueilli la finale du championnat de France opposant le club local l'ASC à Marseille XIII devant une foule record de 23 500 spectateurs. 
Depuis les années 60, une douzaine de matchs internationaux de rugby à XIII se sont déroulés à Domec entre l'équipe de France et les britanniques, australiens, néo zélandais et autres nations du Pacifique.
En 2001 à l'occasion du huitième de finale de la Coupe de France de football 2000-2001 opposant le FA Carcassonne Villalbe au FC Nantes. 11 000 spectateurs assistent à cette rencontre.
En 2018, il accueille le Magic Week end qui réunit les 10 équipes de l’Elite1 qui se rencontreront en 5 matchs comptant pour le Championnat de France 2018.
Le stade Albert-Domec accueille la finale du Championnat de France féminin de rugby à XV le 13 mai 2018. Le Montpellier rugby club s'impose 15 à 12 face au Stade toulousain.
La même année, il est touché par les inondations du mois d'octobre 2018, qui touchent durement l'Aude et qui le recouvrent de plusieurs mètres d'eau. Cela 12 jours à peine avant deux matchs importants de rugby à XIII ; France-Angleterre en rugby à XIII féminin, et France-Pays de Galles dans le cadre du Championnat d'Europe des nations. Les deux rencontrent se déroulement normalement, la recette de la billetterie étant versée à une association d'aide aux victimes des inondations dans l'Aude.
En 2020, le 18 janvier,  il accueille le match de pré-saison entre les Dragons catalans et le Toulouse Olympique, un match qui aura lieu devant 4 500 spectateurs et qui verra la victoire des Catalans 22 à 10.
En 2025, le 21 Juin il accueille un match de football entre l'équipe de France des légendes et une sélection d'anciens joueurs professionnels audois et de la région. Un match de gala organisé pour les 80 ans du district de l'Aude de football et qui rassemblera plus de 4.500 spectateurs.[réf. souhaitée].  